# Trespaderne
Trespaderne es una localidad, una entidad local menor y un municipio situados en la provincia de Burgos, comunidad autónoma de Castilla y León (España), comarca de Las Merindades, partido judicial de Villarcayo.
En su término municipal se encuentra el castillo de Tedeja, el más antiguo de los que actualmente se pueden observar en Castilla. Los estudios más recientes indican que esa fortaleza fue utilizada desde la época final del Imperio romano y que posteriormente también fue aprovechada durante el reino visigodo.
La tradición sitúa a Don Pelayo el año 712 en el Castillo de Tedeja junto a quien se convertirá en su consuegro, Don Pedro duque de Cantabria. Javier Iglesia Aparicio cita en un artículo que el benedictino del siglo XVII Gregorio de Argaiz, explicaba que los refugiados godos del duque Pedro se replegarían a Tetelia, (Castillo de Tedeja, junto a la actual Trespaderne), tras la caída de Amaya frente a los árabes. Cerrando el desfiladero de la Horadada que salvaguardaba el valle de Tobalina y la costa, algo así como “el último bastión” frente al invasor. En la huida desde Toledo, los espatarios supervivientes de la batalla de Guadalete, trasladarían el panteón real de los reyes godos hasta la cercana y desaparecida ermita de Santa María de los Reyes Godos junto a la orilla norte del Ebro, protegida por el Castillo de Tedeja. El 9 de agosto del año 726, Don Pedro y Don Pelayo volverían a derrotar a un ejército musulmán, a sólo tres kilómetros de distancia del castillo de Tedeja, pero esta vez dando un paso en la reconquista, en la orilla sur del Ebro, en la Batalla del Negro Día, entre Trespaderne y Cillaperlata, junto al lugar en cuya conmemoración se construyó la bonita ermita de Encinillas para dar sepultura a los valientes caídos en la batalla.Esta ermita podría haber sido la primera edificación cristiana construida al sur del río Ebro, una vez iniciada la reconquista, y durante siglos fue lugar de peregrinación Mariana.
Municipio del noroeste de la provincia de Burgos (España). Situado a 80 km de la capital de la provincia (Burgos) y a otros tantos de Bilbao. Está situado en el sur de la comarca de Las Merindades. Sus tierras son bañadas por tres ríos: el Nela, el Jerea y el Ebro.
Geológicamente, se sitúa cerca de la sierra de la Tesla, y en las inmediaciones del desfiladero de la Horadada, formado este por la acción del río Ebro. Además de este, destacan por su singular belleza Tartalés de Cilla (sierra de la Tesla), el Castillo de Tedeja, la Peña Mayor (sierra de la Llana), la ermita de la Virgen de Encinillas, las riberas del Nela y del Jerea y un oculto e inaccesible valle de tejos milenarios.
El municipio está formado por cinco entidades locales menores, a saber: 
- Arroyuelo
- Cadiñanos
- Palazuelos de Cuesta Urria
- Santotís
- Tartalés de Cilla

Con anterioridad, Virués formaba parte de dicha lista, pero fue suprimido en septiembre de 2020 por la Junta de Castilla y León.

## Historia
Existen numerosas huellas de asentamientos prehistóricos (Paleolítico medio) en la zona. En una peña cercana al pueblo los romanos construyeron un castillo, seguramente para apoyar la conquista de Cantabria. Este castillo romano fue reconstruido en la Alta Edad Media, siendo considerado, el de Tedeja, el primer castillo de Castilla. La cercana población de Oña fue en la Edad Media base de Sancho III el Mayor, motivo por el cual se recibió población navarra que colaboró en el desarrollo de la zona. Villa perteneciente a la Merindad de Cuesta-Urria en el Partido de Castilla la Vieja en Laredo, con doble jurisdicción, de realengo en la merindad y de abadengo ejercida por el Monasterio de San Salvador cuyo abad es su alcalde ordinario.
En 1896 se forma el Ayuntamiento de Trespaderne, independizándose de la Merindad de Cuesta-Urria. La localidad llegó a contar con una estación de ferrocarril perteneciente a la línea Santander-Mediterráneo, que estuvo operativa entre 1930 y 1985. En la actualidad la antigua línea férrea ha sido reconvertida en una vía verde. Por resolución de 8 de septiembre de 2010 se procede a cancelar en el Registro de Entidades Locales su inscripción como entidad local menor.

## Demografía
Trespaderne cuenta con una población de 713 habitantes (INE 2024).
| Gráfica de evolución demográfica de Trespaderne entre 1877 y 2021 |
| |
| Población de derecho según los censos de población del INE Población de hecho según los censos de población del INEEntre el censo de 1877 y el anterior, aparece este municipio porque se segrega del municipio Merindad de Cuesta Urría. |

## Población por núcleos
Desglose de población según el Padrón Continuo por Unidad Poblacional del INE.
| Núcleos                    | Habitantes (2014) | Varones | Mujeres |
| -------------------------- | ----------------- | ------- | ------- |
| Arroyuelo                  | 31                | 17      | 14      |
| Cadiñanos                  | 51                | 25      | 26      |
| Palazuelos de Cuesta Urria | 6                 | 4       | 2       |
| Santotís                   | 30                | 18      | 12      |
| Tartalés de Cilla          | 3                 | 3       | 0       |
| Trespaderne                | 785               | 416     | 369     |
| Virués                     | 3                 | 1       | 2       |

### Comunicaciones
Desde Burgos: N-I o AP-1 hasta Briviesca, desvío a Oña, Trespaderne. 1 hora.
Desde Bilbao: Carretera hasta Sodupe, desvío a Arceniega, BU-550, Puerto Peña Angulo continuando hasta Trespaderne. 1,5 horas.
Desde Santander: Autovía hasta Laredo, N-629 por puerto de los Tornos y 18 km más. 1,5 horas.
Desde Vitoria: N-I hasta Miranda de Ebro, desvío en Puentelarrá, por el pantano de Sobrón hasta Trespaderne. 1,5 horas.
Desde Logroño: Dirección Casalarreina, Pancorbo, Cubo de Bureba, Oña y Trespaderne. 1,5 horas.

## Administración y política
| Periodo   | Nombre                                         | Partido |
| --------- | ---------------------------------------------- | ------- |
| 1979-1983 | Antonio Fernández Santos                       | PSOE    |
| 1983-1987 | Teodoro González Ibáñez                        | PSOE    |
| 1987-1991 | Ricardo Ruiz Ortiz                             | PSOE    |
| 1991-1995 | Ricardo Ruiz Ortiz                             | PSOE    |
| 1995-1999 | Eugenio Condado Tablado                        | PP      |
| 1999-2003 | José Luis López Martínez                       | PSOE    |
| 2003-2007 | José Luis López Martínez                       | PSOE    |
| 2007-2011 | José Luis López Martínez                       | PSOE    |
| 2011-2015 | Ana Isabel López Torre                         | IMC     |
| 2015-2019 | Ana Isabel López Torre                         | IMC     |
| 2019-2023 | Ana Isabel López Torre/Hugo Ortiz Pérex (2023) | IMC     |
| 2023-act. | Begoña Lavín Jurjo                             | PSOE    |

### Evolución de la deuda viva
El concepto de deuda viva contempla solo las deudas con cajas y bancos relativas a créditos financieros, valores de renta fija y préstamos o créditos transferidos a terceros, excluyéndose, por tanto, la deuda comercial.
| Gráfica de evolución de la deuda viva del ayuntamiento entre 2008 y 2014                             |
| |
| Deuda viva del ayuntamiento en miles de Euros según datos del Ministerio de Hacienda y Ad. Públicas. |

La deuda viva municipal por habitante en 2014 ascendía a 472,94 €.

## Cultura

### Fiestas

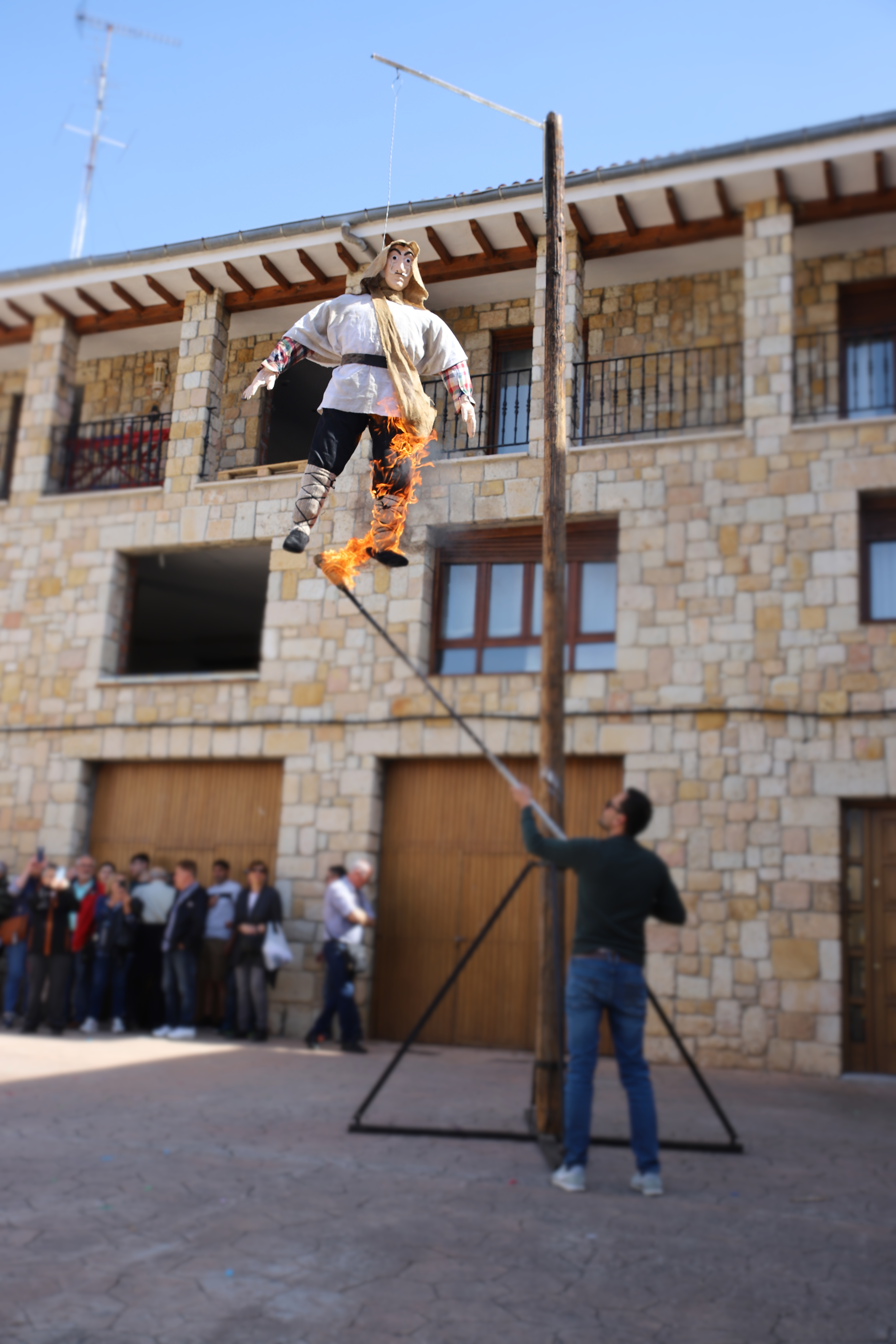
Quema de Judas durante la Semana Santa

Son muy conocidas y visitadas las fiestas patronales de Trespaderne, que se celebran en honor a San Bartolomé (24 de agosto). Tienen una duración de 6 días y su punto fuerte son las Peñas (agrupaciones de amigos y conocidos) que durante el día y la noche alegran y dan ambiente al pueblo, e invitan a todos los visitantes a participar activamente de la fiesta. Destaca el Día de las Peñas, el Desfile Inaugural de Carrozas y en especial los locales nocturnos: Peñas.
La fiesta de San Vicente, el patrón del pueblo también es muy conocida.
Otras fechas de celebración son Santa Águeda con el Día de los Mozos, y la Semana Santa con el Día del Rosco y la quema de Judas. En la aldea de Tartalés de Cilla se celebra la festividad de San Fermín con una romería en la que de nuevo, como sucede en el Día del Rosco, las cuadrillas de amigos disfrutan del día en el monte comiendo.

## Monumentos y lugares de interés
Trespaderne cuenta con diversas alternativas para el alojamiento destinado a la visita y disfrute de la zona: Acampada, Albergue, Albergue juvenil, etc. Así mismo se puede degustar platos típicos de la comida castellana, entre los que destaca el excelente embutido (morcilla, chorizo, tocino, etc.), productos de la huerta, etc.

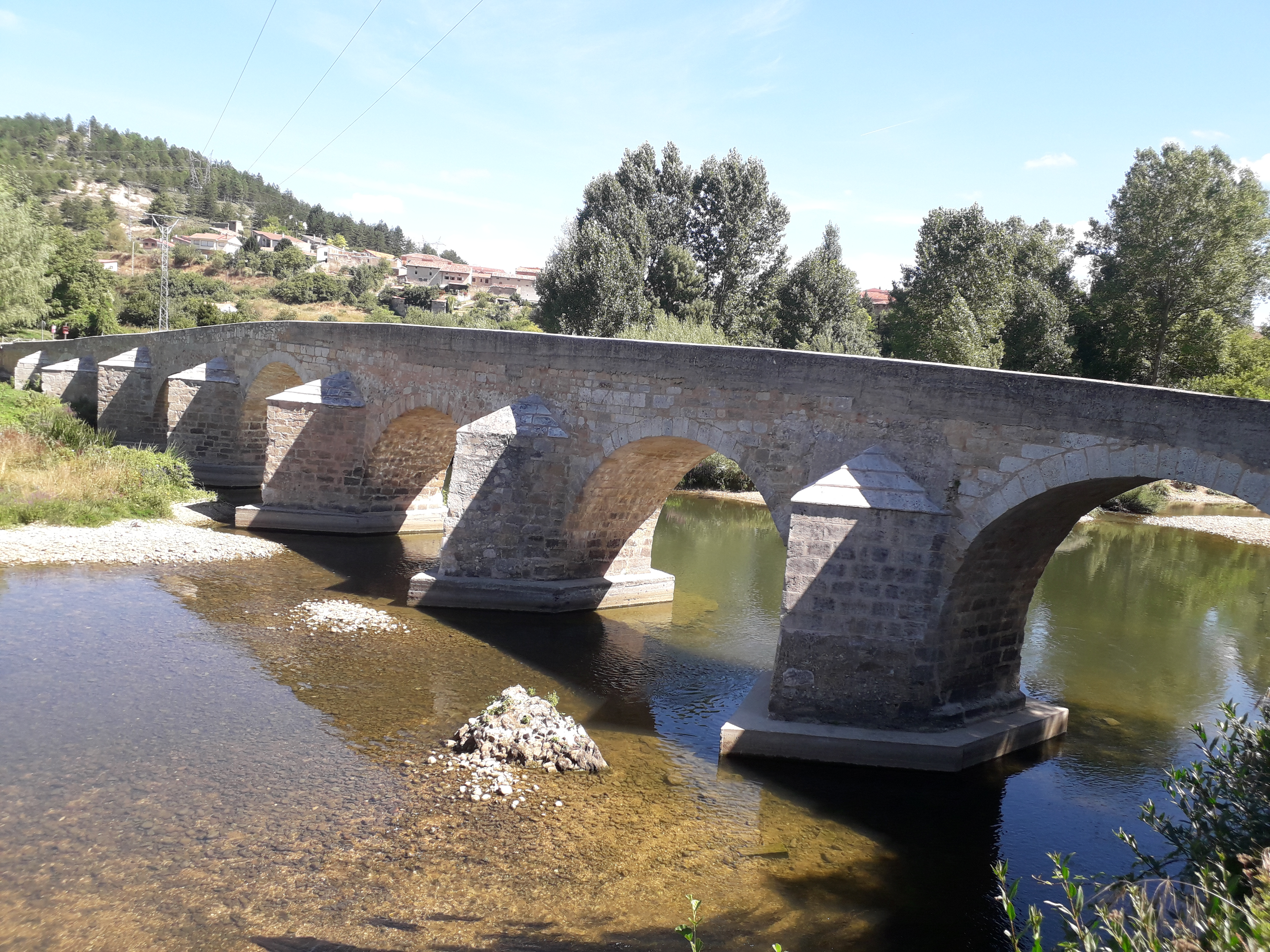
Puente románico construido a finales del sobre el río Nela.

En Trespaderne se pueden visitar varios lugares de interés: el puente románico de Trespaderne sobre el río Nela cerca de la confluencia con el río Ebro (construido a finales del siglo XII), la estación de ferrocarril (desactivada), el antiguo lavadero, la parroquia, la ermita de Encinillas, etc.
Recientemente se ha creado un Polígono Industrial ("La Niesta"), de 114.000 m² y 72 parcelas.
Por su estratégica ubicación, prácticamente equidistante de Burgos, Bilbao, Vitoria, Santander, Logroño, Miranda de Ebro, etc. tiene unas excelentes cualidades.
Cercano al Polígono Industrial ("La Niesta") se ha ubicado un circuito permanente de Motocross, que ya ha acogido pruebas del Provincial de Burgos, y está previsto que en un futuro próximo acoja pruebas del Provincial de Vizcaya y del Nacional.
Existen varias asociaciones en Trespaderne:
- Amas de casa
- Asociación Priorato (Asociación de personas de la tercera edad)
- Asociación Mundo Rural (potenciación cultural y social del medio rural)
- Asociación Socio Cultural Tedeja
- Asociación de padres de alumnos del colegio Tesla
- Asociación de Bolos Tres Tablones
- Asociación Amigos del Txamizo
- La Asociación Cultural La Moñiga
- Polígono Industrial "La Niesta".
  - Unión Deportiva Trespaderne (Equipo de Fútbol de Trespaderne).

Desde Trespaderne, lugar de encuentro de 3 carreteras importantes de la zona, se pueden visitar otras localidades como son Oña, Frías, Espinosa de los Monteros, Briviesca, Poza de la Sal, Miranda de Ebro, etc.

### Parroquia

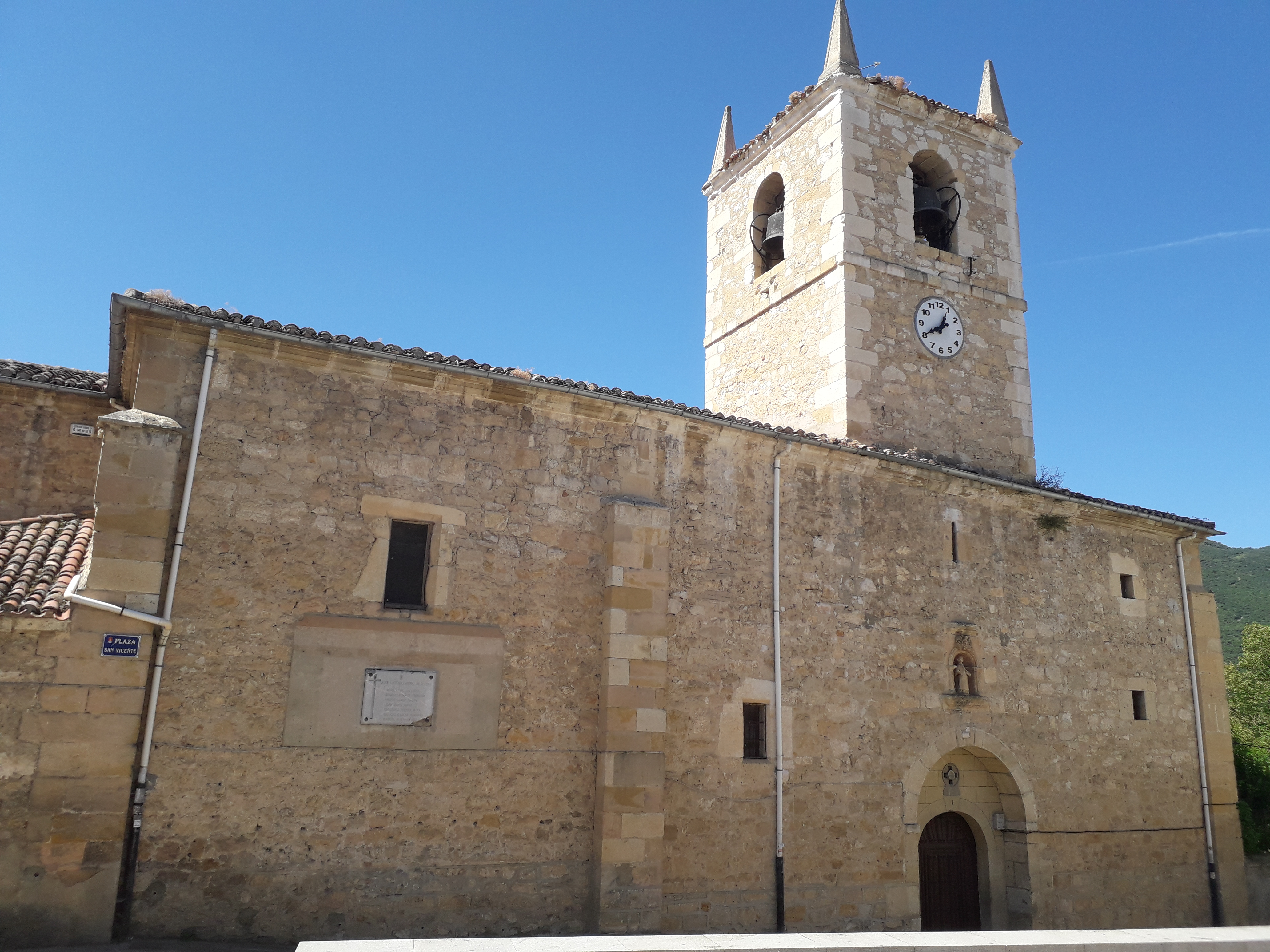
Iglesia de San Vicente Mártir de Trespaderne

Iglesia parroquial de San Vicente Mártir en el arciprestazgo de Medina de Pomar, diócesis de Burgos. Dependen las localidades de Arroyuelo, Bascuñuelos, Cillaperlata, Imaña, Lomana, Lozares de Tobalina, Palazuelos de Cuesta Urria, Santotís, Tartalés de Cilla y Virués.